# الأميرال كوزنستوف

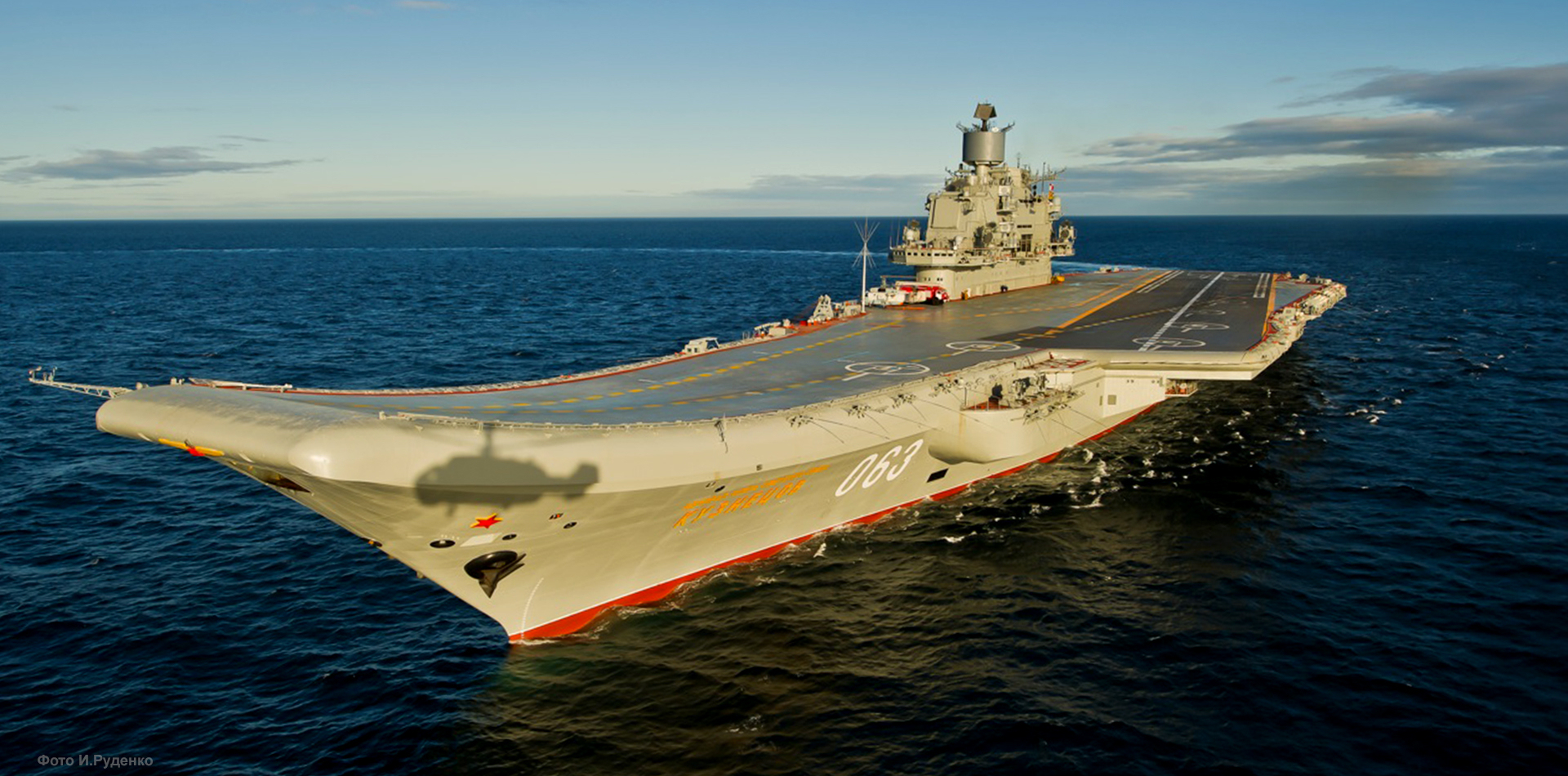
حاملة الطائرات الروسية الأميرال كوزنتسوف

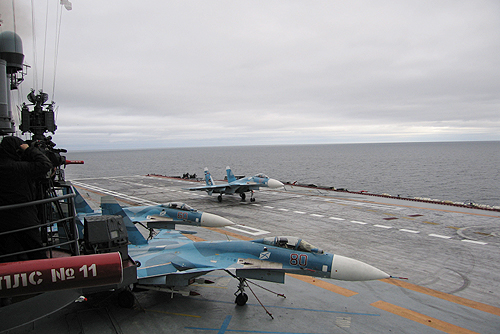
حاملة الطائرات الروسية الأميرال كوزنتسوف في 2008

حاملة طائرات الأميرال كوزنستوف هي حاملة طائرات روسية موجودة في البحر الأسود في ميكولايف في أوكرانيا وهي تابعة للبحرية الروسية أُنشأت في سنة 1981 في زمن الاتحاد السوفيتي، وقد سُميت باسم الأميرال نيقولاي غيراسيموفيتش كوزنيتسوف ويوجد نفس الطراز منها تابعة لجمهورية الصين الشعبية قرب مدينة داليان في بحر الصين الجنوبي.